# Jean-Antoine de Barras de la Penne

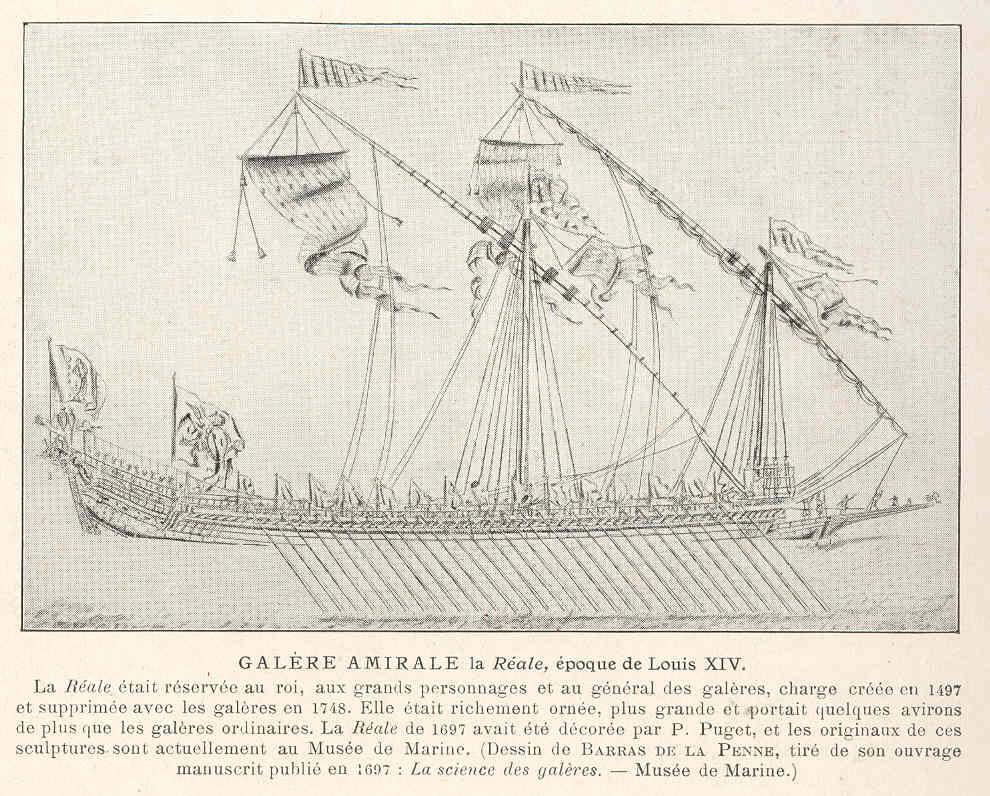
Galera real La Réale, dibujo de Barras de la Penne de 1697

El caballero Jean-Antoine de Barras de la Penne, nacido en Arlés (Bouches-du-Rhône, Francia) en 1650 y muerto en 1730, fue un oficial, primer jefe de escuadra de las galeras del rey francés Luis XIV y a partir de 1729, comandante del puerto de Marsella.

## Biografía
Es conocido por sus numerosos escritos concernientes al dominio marítimo y muy particularmente sobre este tipo de navío, del que asumió el cargo. Sus notas son de primera importancia, porque permiten comprender mejor como eran construidas, maniobradas y utilizadas estas embarcaciones, que fueron retiradas del servicio de Francia a mediados del siglo XVIII. Las informaciones proporcionadas por Barras de la Penne dan también en gran escala inapreciables datos que permiten, por deducción, algunas cuestiones sobre la marina antigua. Las fuentes antiguas son efectivamente bastante evasivas sobre este tema y no son suficientes para poder reconstruir con certeza la estructura de una galera griega o romana, o saber de qué manera eran utilizadas. Mediante sus estudios, Barras de la Penne posibilita a los historiadores actuales validar o rechazar algunas suposiciones emitidas en este campo.

## Obras
- Jean-Antoine Barras de la Penne, État de la mer Méditerranée, Portulan: manuscrito de un viaje realizado en 1704 guardado en la Biblioteca Nacional de Francia, cote: ms., fr. 6171-6173.

Johannes Georgius Fennis reunió después de algunos años los escritos de Barras de la Penne que hizo publicar:
- Jan Fennis, Trésor du langage des galères: dictionnaire exhaustif, 3 tomos, 1995. ISBN 3-484-30961-X: contiene dibujos de Barras de la Penne.
- El editor neerlandés de Ubbergen, Tandem Felix, (página web) recopiló varias memorias en una serie de volúmenes:

- I.: Les galères en campagne, 1998.ISBN 90-5750-025-6.
- II.: La lexicographie des galères, 1999. ISBN 90-5750-049-3.
- III.: L'apologie des galères, 2000. ISBN 90-5750-057-4.
- IV.: La description des galères, tomo 1, 2001. ISBN 90-5750-067-1.
- V.: La description des galères, tomo 2, 2002. ISBN 90-5750-072-8.
- VI.: Les galères des anciens, tomo 1, 2003 ISBN 90-5750-078-7.
- VII.: Les galères des anciens, tomo 2, 2004. ISBN 90-5750-085-X.
- VIII.: Les phénomènes et le Portulan, 2006. ISBN 978-90-5750-099-2
- IX.: Sujets divers, 2009.